# Thomson Peak
Thomson Peak är en bergstopp i Antarktis. Den ligger i Östantarktis. Nya Zeeland gör anspråk på området. Toppen på Thomson Peak är 2 350 meter över havet, eller 351 meter över den omgivande terrängen. Bredden vid basen är 7,5 km.
Terrängen runt Thomson Peak är kuperad norrut, men söderut är den platt. Trakten är obefolkad. Det finns inga samhällen i närheten. 